# 圣乔治比塔旺
圣乔治比塔旺（法語：Saint-Georges-Buttavent，法語發音：[sɛ̃ ʒɔʁʒ bytavɑ̃]）是法国马耶讷省的一个市镇，位于该省北部，属于马耶讷区和马耶讷市镇公共社区，其市镇面积为36.87平方公里，2022年1月1日时人口数量为1,381人。
圣乔治比塔旺是马耶讷市镇公共社区的组成部分。

## 行政
圣乔治比塔旺的邮政编码为53100，INSEE市镇编码为53219。

## 地理
圣乔治比塔旺（48°18'36"N, 0°41'40"W）位于法国西北部，卢瓦尔河地区大区北部和马耶讷省北部。
与圣乔治比塔旺接壤的市镇包括：科尔蒙河畔沙蒂永、孔泰斯、瓦索、布赖河畔帕里涅、普拉塞、圣博代勒。
埃勒河自南向北流经市中心。境内以浅丘为主，镇中心位于一处缓谷之中。
按照柯本气候分类法，圣乔治比塔旺属于温带海洋性气候，全年温差较小，降水分布均匀。

## 历史
圣乔治比塔旺历史上长期为一处普通村落，中世纪出现教堂，法国大革命后成为马耶讷省的一个市镇。

## 交通
法国国道N12线和马耶讷省省道D5线和D249线经过圣乔治比塔旺境内。

## 政治
现任圣乔治比塔旺市长为热拉尔·布罗丹先生（Gérard Brodin），他是一名右翼无党派人士。

## 人口
| 年份   | 1936  | 1946  | 1954  | 1962  | 1968  | 1975  | 1982  | 1990  | 1999  | 2005  | 2010  | 2015  | 2018  |
| ------ | ----- | ----- | ----- | ----- | ----- | ----- | ----- | ----- | ----- | ----- | ----- | ----- | ----- |
| 人口數 | 1,526 | 1,530 | 1,477 | 1,475 | 1,394 | 1,344 | 1,358 | 1,309 | 1,391 | 1,368 | 1,394 | 1,418 | 1,427 |

## 社会

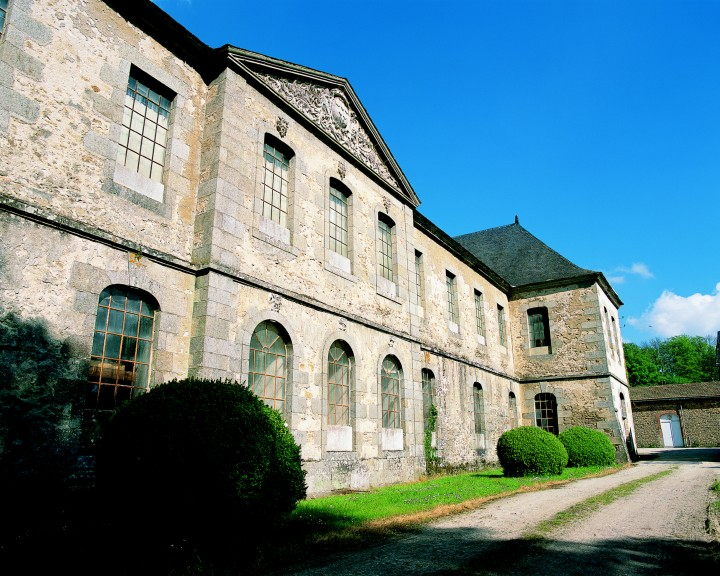
达尼埃尔喷泉修道院

圣乔治比塔旺镇中心有一家杂货店、面包房和烟酒店。
圣乔治比塔旺前进者体育联盟（Voltigeur Saint-Georges-Buttavent）是当地的一支足球俱乐部，2020至2021赛季参加省级足球联赛。

## 景观
达尼埃尔喷泉修道院是法国国家文物保护单位。